# 時捷集團
時捷集團（港交所：1184）於1981年由嚴玉麟成立，並於1994年在香港聯合交易所主板上市，業務遍佈大中華地區，合共11家子公司。其中一間子公司揚宇科技控股有限公司（港交所：8113）亦於2016年成功在香港聯合交易所創業板上市。集團主要為全球各種專利電子元件和半導體產品提供一站式服務，產品包括晶片解決方案、記憶體、顯示面板、半導體照明解決方案等，廣泛應用於各類電子產品及LED照明產品。

## 歷史
1984年，集團獲台灣最大半導體生產商聯華電子的經銷權。
1994年，集團於香港聯合交易所上市，成立分公司，並開始於中國從事分銷業務。
1997年，成立時保晶電有限公司。
2000年，鴻海集團加入本集團成為策略性夥伴，並獲得富士康委任為經銷商。
2002年，成立時毅電子有限公司及時進電子有限公司。
2005年，購入深圳諾德金融中心為中國總部。
2006年，集團購入揚宇科技有限公司。
2007年，集團購入上海綠地科技島廣場作為華東地區的總部。
2009年，成立時捷照明有限公司。
2010年，成立時保迪科技有限公司 。
2012年，成立時曄科技股份有限公司。
2014年，與思科及TCL於中國發展公有商用雲服務平台。
2016年，揚宇科技控有限公司成功在香港聯合交易所創業板上市。同時，時捷集團獲「聲寶」港澳地區獨家代理權。